# Astana Wolves
Gli Astana Wolves sono una squadra di football americano di Nur-Sultan, in Kazakistan, fondata nel 2014.
Partecipano al campionato russo e alla Central Asian American Football League.

## Dettaglio stagioni

### Amichevoli
| Stagione | Vin | Par | Per | Tot | PF | PS | avversaria   |
| -------- | --- | --- | --- | --- | -- | -- | ------------ |
| 2019     | 0   | 0   | 1   | 1   | 18 | 30 | EAFL Falcons |
| Totale   | 0   | 0   | 1   | 1   | 18 | 30 |              |

### Tornei nazionali

#### Campionato

##### LAF
| Stagione | regular season | regular season | regular season | regular season | regular season | regular season | playoff | playoff | playoff | playoff | playoff | playoff   | playoff    |
|          | Vin            | Par            | Per            | Tot            | PF             | PS             | Vin     | Per     | Tot     | PF      | PS      | risultato | avversaria |
| -------- | -------------- | -------------- | -------------- | -------------- | -------------- | -------------- | ------- | ------- | ------- | ------- | ------- | --------- | ---------- |
| 2017     | 1              | 0              | 2              | 3              | 55             | 107            | -       | -       | -       | -       | -       | -         | -          |
| 2018     | 2              | 0              | 4              | 6              | 67             | 145            | -       | -       | -       | -       | -       | -         | -          |
| Totale   | 3              | 0              | 6              | 9              | 122            | 252            | -       | -       | -       | -       | -       |           |            |

Fonti: Enciclopedia del Football - A cura di Roberto Mezzetti

### Tornei internazionali

#### Central Asian American Football League
| Stagione | regular season | regular season | regular season | regular season | regular season | regular season | playoff | playoff | playoff | playoff | playoff | playoff       | playoff    |
|          | Vin            | Par            | Per            | Tot            | PF             | PS             | Vin     | Per     | Tot     | PF      | PS      | risultato     | avversaria |
| -------- | -------------- | -------------- | -------------- | -------------- | -------------- | -------------- | ------- | ------- | ------- | ------- | ------- | ------------- | ---------- |
| 2015     | 4              | 0              | 2              | 6              | 152            | 122            | -       | -       | -       | -       | -       | Secondo posto | -          |
| 2016     | 2              | 0              | 2              | 4              | 88             | 83             | -       | -       | -       | -       | -       | Secondo posto | -          |
| Totale   | 6              | 0              | 4              | 10             | 240            | 205            | -       | -       | -       | -       | -       |               |            |

Fonti: Enciclopedia del Football - A cura di Roberto Mezzetti